# Iran Pro League 2022-23
La Iran Pro League 2022-23 fue la 40.ª edición del torneo de fútbol de Irán y la 22.ª de la Iran Pro League desde 2001. La temporada comenzó el 12 de agosto de 2022 y terminó el 18 de mayo de 2023.
Participaron 16 equipos: 14 de la edición anterior, y 2 ascendidos de la Liga Azadegan 2021-22. El Esteghlal Tehran fue el defensor del título.

## Equipos
Los clubes Shahr Khodro y Fajr Sepasi perdieron la categoría al ubicarse en los puestos 15 y 16 de la tabla de posiciones. Sus lugares fueron ocupados por el Malavan, quien regresó al máximo circuito después de 7 temporadas y el Mes Kerman, quien regresó a la máxima categoría después de 8 temporadas.

### Ciudades y estadios
| Equipo               | Ciudad          | Estadio                         | Aforo  |
| -------------------- | --------------- | ------------------------------- | ------ |
| Aluminiun Arak       | Arak            | Estadio Imam Khomeyni           | 15 000 |
| Esteghlal Tehran     | Teherán         | Estadio Azadi                   | 78 116 |
| Foolad               | Ahvaz           | Foolad Arena                    | 30 655 |
| Gol Gohar Sirjan     | Sirjan          | Estadio Shahid Qasem Soleimani  | 8000   |
| Havadar              | Karaj           | Estadio Enghelab                | 15 000 |
| Malavan              | Bandar-e Anzali | Estadio Sirous Ghayeghran       | 8000   |
| Mes Kerman           | Kermán          | Estadio Shohadaye Mes Kerman    | 30 000 |
| Mes Rafsanjan        | Rafsanjan       | Estadio Shohadaye Mes Rafsanjan | 10 000 |
| Naft Masjed Soleyman | Masjed Soleiman | Estadio Behnam Mohammadi        | 8000   |
| Nassaji Mazandaran   | Mashhad         | Estadio Imam Reza               | 27 700 |
| Paykan               | Qods            | Estadio Shahr-e Qods            | 18 000 |
| Persépolis           | Teherán         | Estadio Azadi                   | 78 116 |
| Sanat Naft Abadan    | Abadan          | Estadio Abadan Takhti           | 8000   |
| Sepahan              | Isfahán         | Estadio Naghsh-e-Jahan          | 75 000 |
| Tractor Sazi FC      | Tabriz          | Estadio Yadegar-e-Emam          | 66 833 |
| Zob Ahan FC          | Fuladshahr      | Estadio Foolad Shahr            | 20 000 |

## Desarrollo

### Clasificación
| Pos. | Equipo                   | Pts. | PJ | G  | E  | P  | GF | GC | Dif. | Clasificación o descenso               |
| ---- | ------------------------ | ---- | -- | -- | -- | -- | -- | -- | ---- | -------------------------------------- |
| 1    | Persépolis (C)           | 66   | 30 | 20 | 6  | 4  | 46 | 13 | +33  | Fase de grupos de Liga de Campeones    |
| 2    | Sepahan                  | 65   | 30 | 19 | 8  | 3  | 49 | 17 | +32  | Fase de grupos de Liga de Campeones    |
| 3    | Esteghlal Tehran         | 62   | 30 | 18 | 8  | 4  | 52 | 22 | +30  |                                        |
| 4    | Tractor Sazi             | 52   | 30 | 15 | 7  | 8  | 42 | 34 | +8   | Ronda de play-off de Liga de Campeones |
| 5    | Mes Rafsanjan            | 47   | 30 | 11 | 14 | 5  | 29 | 15 | +14  |                                        |
| 6    | Gol Gohar Sirjan         | 45   | 30 | 12 | 9  | 9  | 40 | 36 | +4   |                                        |
| 7    | Foolad                   | 40   | 30 | 9  | 13 | 8  | 27 | 26 | +1   |                                        |
| 8    | Aluminium Arak           | 40   | 30 | 8  | 16 | 6  | 20 | 15 | +5   |                                        |
| 9    | Zob Ahan                 | 36   | 30 | 7  | 15 | 8  | 25 | 24 | +1   |                                        |
| 10   | Havadar                  | 33   | 30 | 7  | 12 | 11 | 24 | 34 | −10  |                                        |
| 11   | Paykan                   | 28   | 30 | 5  | 13 | 12 | 12 | 28 | −16  |                                        |
| 12   | Malavan                  | 27   | 30 | 5  | 12 | 13 | 21 | 40 | −19  |                                        |
| 13   | Nassaji Mazandaran       | 26   | 30 | 5  | 11 | 14 | 26 | 44 | −18  |                                        |
| 14   | Sanat Naft Abadan        | 25   | 30 | 5  | 10 | 15 | 22 | 36 | −14  |                                        |
| 15   | Mes Kerman (D)           | 22   | 30 | 4  | 10 | 16 | 23 | 37 | −14  | Liga Azadegan                          |
| 16   | Naft Masjed Soleyman (D) | 20   | 30 | 4  | 8  | 18 | 22 | 59 | −37  | Liga Azadegan                          |

 Fuente: Soccerway
Criterios de clasificación: 1) Puntos; 2) Puntos en partidos directos; 3) Gol diferencia en partidos directos; 4) Gol diferencia; 5) Goles anotados; 6) Play-off en sede neutral.
Notas:
1. ↑  El campeón de la Copa Hazfi 2022-23, Persépolis, ya se encontraba clasificado a la Liga de Campeones como campeón de liga, Esteghlal estaba impedido de participar en torneos internacionales por deudas pendientes. Por lo tanto, el cuarto lugar de la Iran Pro League 2022-23, se clasificó directamente a la ronda de play-off.
2. 1 2  Puntos en partidos directos: Foolad 4, Aluminium Arak 1.

### Resultados
| Local \ Visitante    | ALU | EST | KER | FOO | GOL | HAV | MES | NAF | NAS | SEP | PAY | PER | SAN | MAL | TRA | ZOB |
| -------------------- | --- | --- | --- | --- | --- | --- | --- | --- | --- | --- | --- | --- | --- | --- | --- | --- |
| Aluminium Arak       | —   | 0–1 | 2–0 | 0–1 | 0–0 | 0–1 | 2–1 | 0–0 | 3–0 | 1–1 | 0–0 | 0–1 | 3–1 | 1–0 | 0–2 | 0–0 |
| Esteghlal Tehran     | 0–0 | —   | 1–0 | 1–1 | 2–1 | 6–1 | 0–0 | 3–1 | 3–1 | 0–2 | 0–0 | 2–2 | 1–1 | 4–0 | 7–1 | 2–0 |
| Mes Kerman           | 1–1 | 2–3 | —   | 1–1 | 2–2 | 0–1 | 0–2 | 2–0 | 2–1 | 1–2 | 3–0 | 1–3 | 2–0 | 0–0 | 1–3 | 0–0 |
| Foolad               | 2–2 | 0–2 | 0–0 | —   | 1–2 | 0–0 | 0–0 | 1–0 | 2–0 | 0–1 | 1–1 | 1–0 | 0–0 | 1–0 | 3–2 | 1–1 |
| Gol Gohar Sirjan     | 0–1 | 1–2 | 1–1 | 2–2 | —   | 2–1 | 2–2 | 4–0 | 0–1 | 2–2 | 2–1 | 0–2 | 1–1 | 1–0 | 2–1 | 1–0 |
| Havadar S. C.        | 1–1 | 0–1 | 1–1 | 0–0 | 1–1 | —   | 0–1 | 1–1 | 1–1 | 1–2 | 0–1 | 1–3 | 0–1 | 1–0 | 0–1 | 1–0 |
| Mes Rafsanjan        | 0–0 | 1–2 | 1–0 | 2–0 | 0–0 | 2–1 | —   | 1–0 | 1–1 | 0–0 | 2–0 | 0–1 | 4–0 | 0–0 | 1–0 | 0–0 |
| Naft Masjed Soleyman | 0–1 | 0–0 | 3–2 | 1–4 | 0–5 | 0–0 | 0–0 | —   | 2–2 | 0–2 | 1–2 | 1–2 | 0–0 | 5–1 | 1–5 | 1–0 |
| Nassaji Mazandaran   | 0–0 | 1–1 | 2–0 | 2–1 | 1–2 | 1–1 | 1–1 | 4–0 | —   | 0–1 | 1–1 | 0–4 | 0–2 | 2–2 | 2–0 | 0–0 |
| Sepahan S. C.        | 0–0 | 2–1 | 2–0 | 0–1 | 4–1 | 3–1 | 2–0 | 4–0 | 2–1 | —   | 5–0 | 0–0 | 1–0 | 1–1 | 4–2 | 2–1 |
| Paykan F. C.         | 0–0 | 0–2 | 1–0 | 0–2 | 0–1 | 1–1 | 1–1 | 0–0 | 0–0 | 1–0 | —   | 0–1 | 0–0 | 1–0 | 0–1 | 0–0 |
| Persépolis F. C.     | 0–0 | 1–0 | 1–0 | 0–0 | 4–0 | 0–1 | 1–0 | 3–0 | 5–1 | 0–1 | 0–0 | —   | 2–0 | 3–0 | 0–1 | 1–0 |
| Sanat Naft Abadan    | 0–1 | 0–1 | 2–1 | 0–0 | 0–1 | 0–1 | 1–1 | 1–2 | 4–0 | 0–2 | 1–1 | 1–2 | —   | 1–1 | 1–3 | 1–1 |
| Malavan              | 1–1 | 1–3 | 0–0 | 3–1 | 1–2 | 1–2 | 0–4 | 1–0 | 1–0 | 0–0 | 1–0 | 0–1 | 2–1 | —   | 1–1 | 1–1 |
| Tractor Sazi         | 0–0 | 2–0 | 0–0 | 1–0 | 2–2 | 0–0 | 0–1 | 3–2 | 1–0 | 1–0 | 1–0 | 2–3 | 1–0 | 1–1 | —   | 1–1 |
| Zob Ahan             | 1–0 | 0–1 | 1–0 | 2–0 | 1–0 | 3–3 | 0–0 | 5–1 | 1–0 | 1–1 | 1–0 | 0–0 | 2–2 | 1–1 | 1–3 | —   |

## Goleadores
| Pos. | Jugador             | Equipo             | Goles |
| ---- | ------------------- | ------------------ | ----- |
| 1    | Reza Asadi          | Tractor Sazi       | 8     |
| 1    | Mohammad Abbaszadeh | Tractor Sazi       | 8     |
| 1    | Shahriyar Moghanlou | Sepahan            | 8     |
| 4    | Aref Rostami        | Mes Kerman         | 7     |
| 4    | Jürgen Locadia      | Persépolis         | 6     |
| 4    | Hamed Shiri         | Nassaji Mazandaran | 6     |
| 4    | Mohammad Reza Azadi | Aluminium Arak     | 6     |
| 4    | Sajjad Bazgir       | Malavan            | 6     |